# Georges Emmanuel Beuret
Pour les articles homonymes, voir Beuret.
Georges Emmanuel Beuret, né le 14 juin 1772 à Larivière, mort le 22 octobre 1828 à Michelbach-le-Haut (Haut-Rhin), est un général français de la Révolution et de l’Empire.

## Biographie
(février 2016).
- Son père est George Beuret et sa mère Agathe née Bailly.
- Il prend part à plusieurs campagnes dans l'armée du Nord et dans l'armée du Rhin puis au Portugal et en Espagne.
- Il réside à Michelbach-le-Haut (Haut-Rhin) où il a acquis le Prieuré Saint-Apollinaire. Un monument, reste de sa tombe, y rappelle sa mémoire sur la place de l'église.
- Il épouse le 9 mai 1808 Joséphine Sophie Pauline Cellérier de qui il a déjà deux fils. Par manque d'informations sur le premier des fils né vers 1803, on suppose qu'il est décédé en bas âge. Le second fils, Eugène Georges Jacques, est quant à lui né le 15 juillet 1806 à Paris.
- Il est blessé lors de la bataille de Sabugal le 3 avril 1811.
- Il meurt subitement le 22 octobre 1828 au prieuré Saint-Apollinaire. Une légende raconte qu'il aurait été empoisonné par sa femme.

## État de service
- Capitaine de volontaires le 14 septembre 1793 ;
- Chef de bataillon le 31 mai 1803 ;
- Colonel du 17e régiment d'infanterie légère le 1er juin 1809 ;
- Général de brigade le 25 novembre 1813 ;
- Maréchal de Camp, commandant le Département de la Gironde en 1816 ;
- Lieutenant-général honoraire le 31 octobre 1827.

## Décorations, titres et honneurs
- Commandeur de la Légion d'honneur le 25 novembre 1813 ;
- Baron de l'Empire par lettres patentes du 15 août 1810 ;
- Vicomte héréditaire par lettres patentes de sa majesté Louis XVIII le 18 avril 1818 ;
- Chevalier de Saint-Louis

## Armoiries
| Figure | Blasonnement |
|        | Armes du baron Georges Emmanuel Beuret et de l'Empire D'azur à un dextrochère d'or tenant une épée d'argent, accostée de deux molettes du second ; au canton des barons militaires brochant. |